# Municipio de Santa Cruz del Rincón
El municipio de Santa Cruz del Rincón es uno de los 85 municipios que integran al estado mexicano de Guerrero. Fue constituido el 31 de agosto de 2021 por la LXII Legislatura del Congreso del Estado de Guerrero a partir de 19 localidades del municipio de Malinaltepec.

## Historia
El 13 de julio de 2021 el Congreso del Estado de Guerrero aceptó la iniciativa enviada por el gobernador Héctor Astudillo Flores para la creación de cuatro nuevos municipios en el estado. Para validar la creación del municipio de Santa Cruz del Rincón se realizó una encuesta de opinión entre los habitantes de su territorio el 13 y 14 de agosto con el apoyo de la Facultad de Matemáticas de la Universidad Autónoma de Guerrero. Posteriormente, el 31 de agosto, el Congreso del estado aprobó formalmente la creación del municipio, escindiendo 19 localidades del municipio de Malinaltepec.

## Demografía

### Localidades
En el censo de 2020 el municipio de Santa Cruz del Rincón contaba con 16 localidades.
| Código INEGI    | Localidad                    | Población (2020) |
| --------------- | ---------------------------- | ---------------- |
| 120840001       | Santa Cruz del Rincón        | 1 677            |
| 120840008       | El Potrerillo                | 1 393            |
| 120840016       | Tierra Colorada de los Bravo | 1 020            |
| 120840006       | Colonia San Miguel           | 983              |
| 120840013       | Rancho Viejo                 | 522              |
| 120840007       | El Cocoyúl                   | 418              |
| 120840014       | San Marcos                   | 265              |
| 120840012       | Piedra Pinta                 | 191              |
| 120840010       | La Parota                    | 163              |
| 120840005       | Colonia Hidalgo              | 160              |
| 120840003       | Colonia el Paraíso           | 77               |
| 120840011       | Pie de la Cuesta             | 65               |
| 120840009       | Jardines de Cafetales        | 64               |
| 120840015       | San Vicente                  | 56               |
| 120840002       | Aguazarca                    | 54               |
| 120840004       | Colonia Genaro Vázquez       | 16               |
| Total municipal | Total municipal              | 7 124            |